# Estació de Málaga - María Zambrano
L'Estació de María Zambrano és l'estació central de ferrocarril de Màlaga. Està situada sobre una estació de trens de la xarxa de Rodalies de Màlaga i tenen un intercanviador multimodal juntament amb els autobusos i en un futur pròxim amb el Metro de Màlaga.